# Église Notre-Dame de Voulgézac
L'église de Voulgézac est une église catholique située à Voulgézac, dans le département français de la Charente.

## Localisation
L'église est située en Charente, sur la commune de Voulgézac, près du chemin Boisné, la voie romaine Saintes Périgueux.

## Historique
L'évêque Girard II en fait don vers 1121 à son neveu Richard nommé archidiacre.
L'édifice est classé au titre des monuments historiques le 26 septembre 1903.

## Architecture
La façade, sans contrefort, est à divisions horizontales avec des modillons sculptés soutenant la corniche.
La nef, à trois travées, est peu éclairée.
Le chevet est orné de hautes arcatures jumelées dont une seule, dans l'axe ouvre sur une baie.

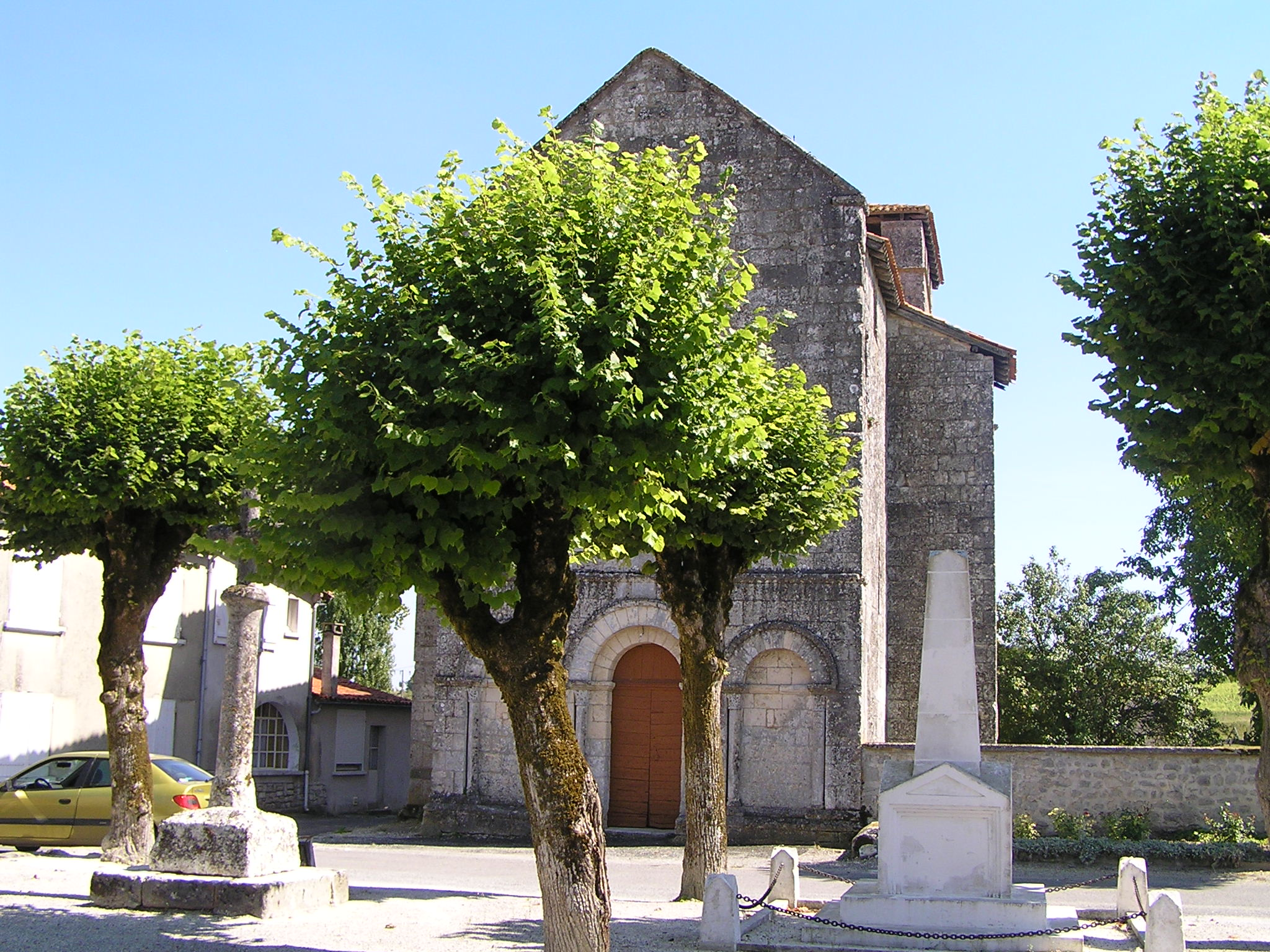
La façade, en été
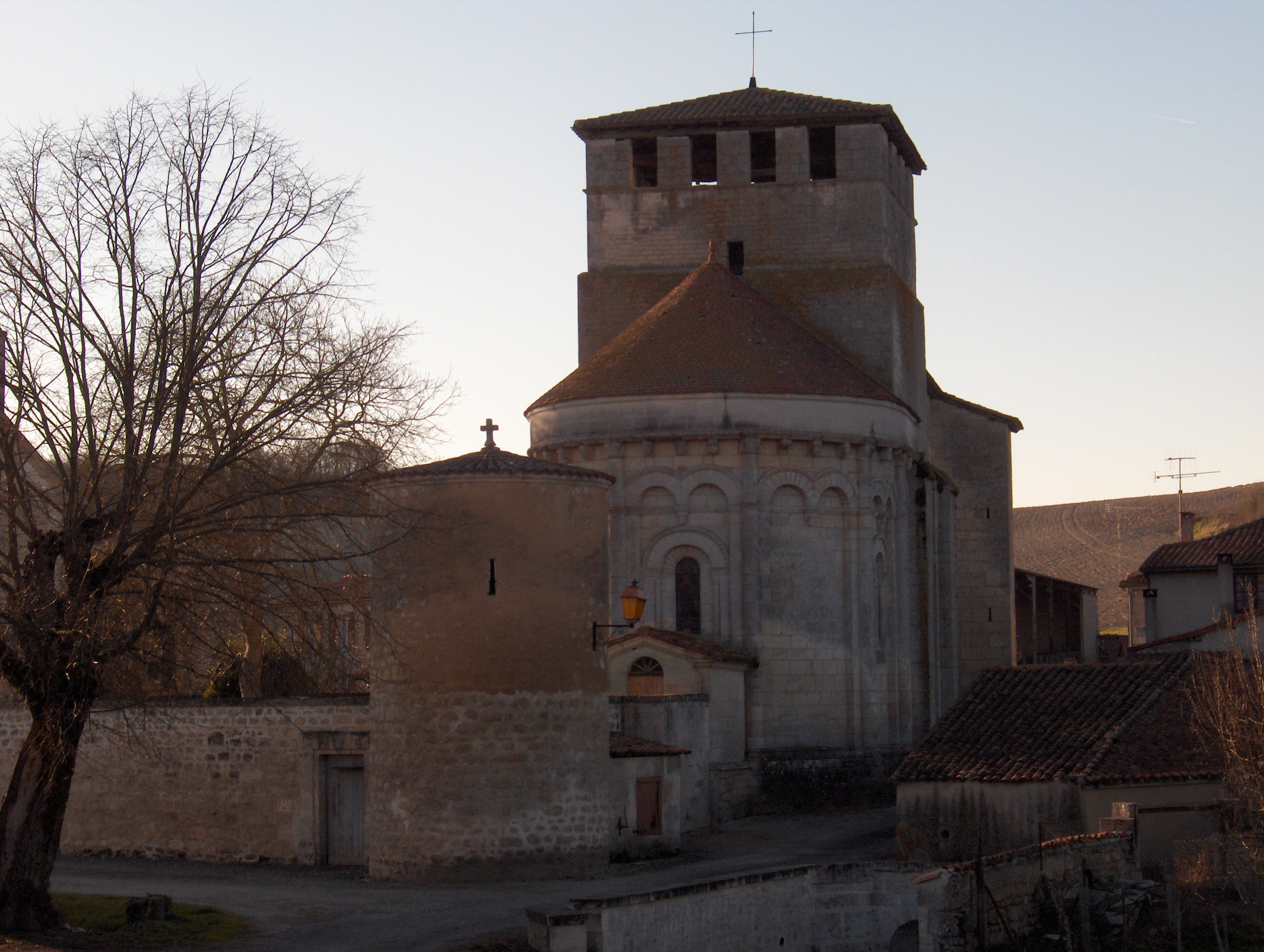
Le chevet, vu de l'est
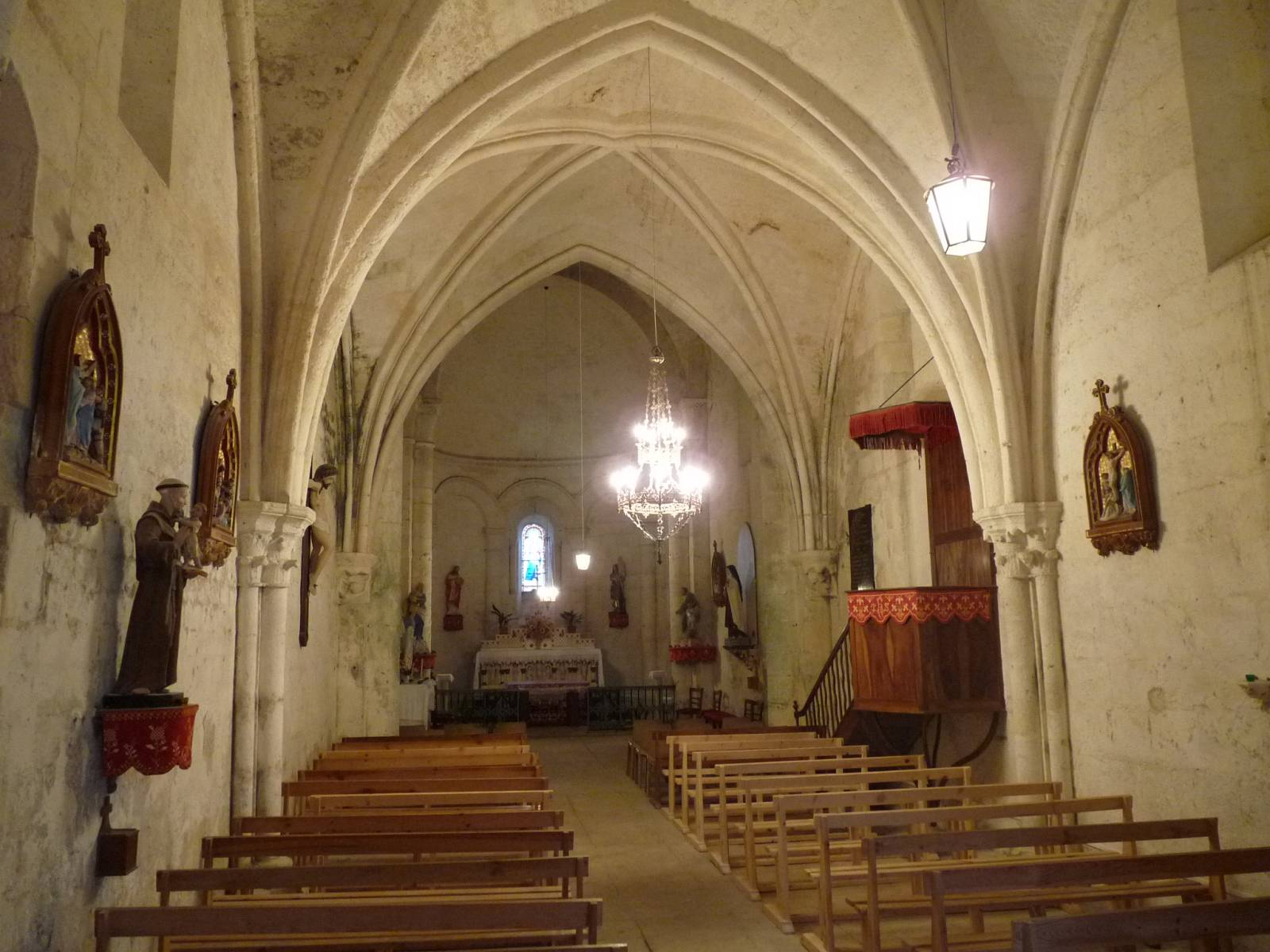
Intérieur de la nef

## Décorations
Une croix en bois taillé et peint de 220 cm sur 150 cm datant du XVIe siècle porte un Christ de 126 cm de hauteur. Elle a été inscrite monument historique au titre d'objet en 2004.
Un tableau représentant la sainte famille, peinture huile sur toile carrée de 180 cm date de 1734 et a été inscrit au titre d'objet en 1999.
La cloche en bronze date de 1572 et est gravée « SA MARIA ORA PRO NOBIS. LAN MVCLXXII. JE SUIS FAICTE POUR LA PAROISSE DE VOUGEZAT ». Elle est classée monument historique au titre objet depuis 1943.